# Crédito consolidado
O crédito consolidado é um serviço bancário que permite juntar várias prestações numa só. Engloba-se parte ou todos os créditos num único novo crédito do qual resulta uma única prestação cujo valor será sempre inferior ao valor da soma de todas as prestações individuais. Ao considerar juntar todos os créditos num só, a prestação agregada culmina necessariamente numa negociação automática dos juros do empréstimo que tendencialmente serão mais baixos.   
Esta ferramenta financeira está disponível para as famílias com dificuldades financeiras e pode ser uma boa opção a considerar. Normalmente é dirigido a indivíduos ou famílias que, com o passar dos anos foram acumulando diferentes créditos e agora procuram uma solução que permita uma gestão mais facilitada das dívidas contraídas.
Muitas entidades financeiras, no momento da consolidação de créditos, permitem que o indivíduo possa solicitar um financiamento extra a alocar ao novo contrato. 

## Prós e Contras do Crédito Consolidado
Proceder à consolidação do crédito pode ser fulcral para quem precise urgentemente de diminuir as prestações mensais que paga, uma vez que fica a pagar menos juros aos credores. Como consequência, é possível que até demore menos tempo a pagar a dívida, uma vez que o valor total que se vai amortizando é maior. 
Além desta vantagem principal, consolidar todos os empréstimos num crédito só apresenta outras vantagens: mutuário passa a lidar só com um credor, o que facilita quaisquer negociações futuras. Também torna as contas mensais mais fáceis de organizar, uma vez que se juntam todas num pagamento único 
Todavia, a consolidação de empréstimos também apresenta algumas desvantagens. Em primeiro lugar, a solicitação de um novo crédito acarreta alguns custos burocráticos. Terão que ser pagas taxas relativas, por exemplo, ao processo e ao imposto do selo (que se encontra nos 4%, em Portugal).
É ainda importante referir que o crédito consolidado permite diminuir os encargos mensais, principalmente porque o prazo de pagamento é alargado, isto é, o mutuário paga durante mais tempo o empréstimo e assim, consegue uma redução na mensalidade.  Em alguns casos, dependendo do tipo de créditos que o indivíduo pretenda juntar, pode fazer com que o custo total da dívida possa aumentar - vai sempre depender de caso para caso.

### Crédito Consolidado com Hipoteca
A consolidação de crédito com hipoteca é indicado para pessoas que possuírem um crédito habitação e vários outros créditos mais pequenos. Neste caso o imóvel é dado como garantia para cumprimento do novo crédito. Esta opção permite poupanças financeiras mais consideráveis e a aprovação do crédito é mais rápida. , no entanto, como envolve a garantia de um imóvel, o processo acaba por demorar um pouco mais do que um crédito consolidado que envolva somente créditos ao consumo (créditos pessoais, cartões de crédito, créditos automóvel, entre outros).

### Crédito Consolidado sem Hipoteca
Esta opção permite juntar todos os créditos ao consumo num só contrato mais vantajoso. É um processo muito mais rápido do que um que envolva hipoteca de imóveis devido às burocracias envolvidas. 